# Dorfkirche Wittchendorf

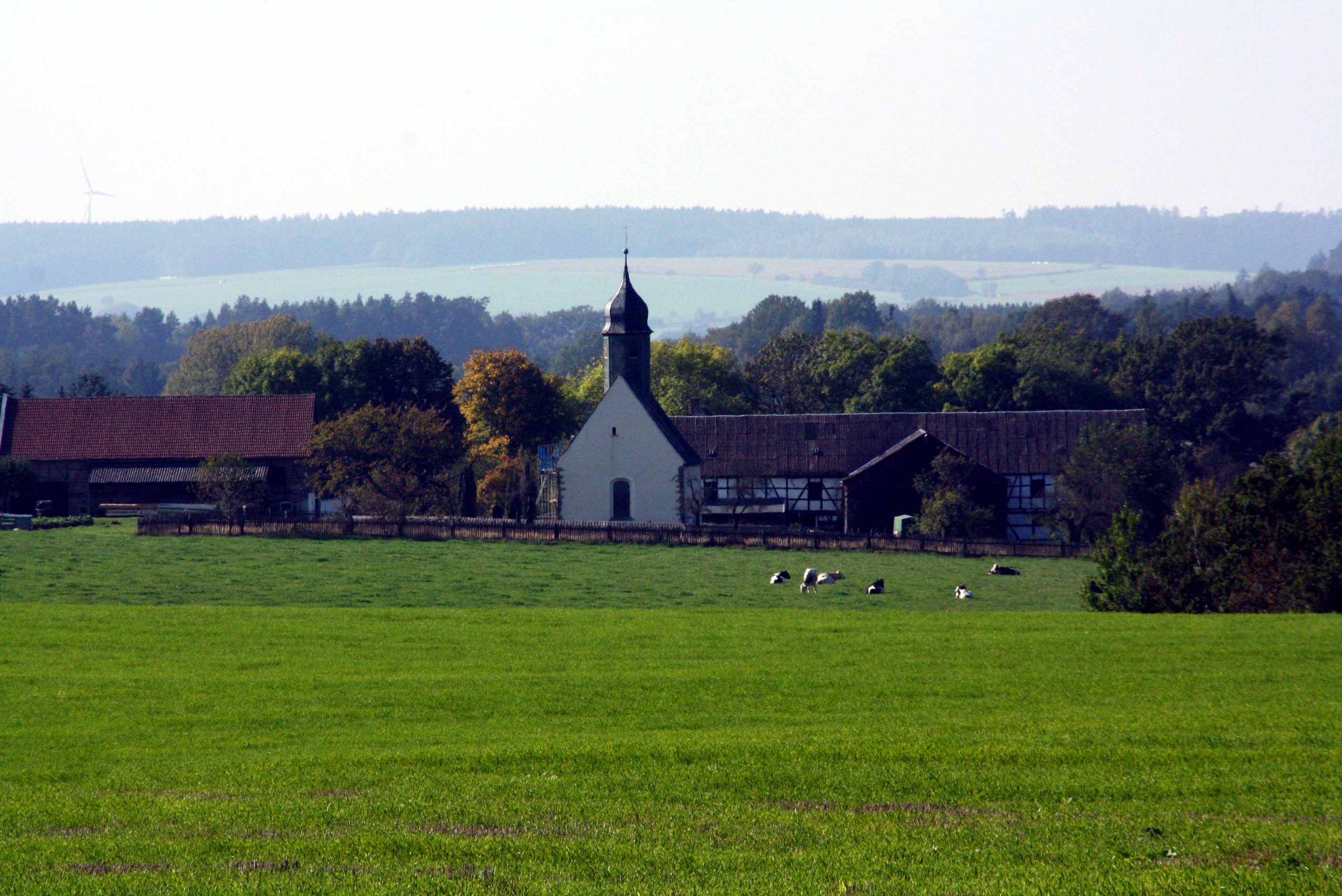
Blick auf die Kirche

Die evangelisch-lutherische Dorfkirche Wittchendorf steht im Ortsteil Wittchendorf der Gemeinde Langenwetzendorf im Landkreis Greiz in Thüringen.

## Geschichte
In Wittchendorf wurde 1518 die erste katholische Kapelle gebaut. Die evangelische Dorfkirche bauten die Wittchendorfer 1609 auf die Stelle der Wüstung der ehemaligen katholischen Kapelle. Weil 1687 die Kirche und Pfarrei in Teichwitz abbrannten, sind die dort archivierten eigenen Dokumente mit verloren gegangen. Deshalb kann nur so wenig aus der Vergangenheit berichtet werden. 439 Jahre Zugehörigkeit zur Pfarrei Teichwitz endete 1997, weil das Pfarramt geschlossen wurde. Man kam nun über Steinsdorf nach Tschirma.